# Copa Libertadores féminine 2012
Navigation
Édition précédente Édition suivante
La Copa Libertadores féminine 2012 est la 4e édition de la Copa Libertadores féminine, une compétition inter-clubs sud-américaine de football féminin organisée par la Confédération sud-américaine de football (CONMEBOL). Elle se déroule du 15 au 27 novembre 2012 à Recife, Caruaru et Vitória de Santo Antão au Brésil et oppose les meilleurs clubs des différents championnats sud-américains de la saison précédente.
La compétition est remportée pour la première fois par le club chilien du Colo-Colo, qui bat en finale les Brésiliennes du Foz Cataratas Futebol Clube.

## Calendrier
| Nom                    | Dates                | Équipes participantes | Équipes restantes |
| ---------------------- | -------------------- | --------------------- | ----------------- |
| Phase de groupes       | du 15 au 21 novembre | 12                    | de 12 à 4         |
| Demi-finales           | vendredi 23 novembre | 4                     | de 4 à 2          |
| Match pour la 3e place | dimanche 25 novembre | 2                     | -                 |
| Finale                 | dimanche 25 novembre | 2                     | de 2 à 1          |

## Participants
Un total de 12 équipes provenant des 10 associations membres de la CONMEBOL participeront à la Copa Libertadores féminine 2011.
| - Boca Juniors Champion d'Argentine 2011 - São José EC Tenant du titre - Foz Cataratas Vainqueur de la Coupe du Brésil 2011 - Vitória Club organisateur - Universidad de Santa Cruz Champion de Bolivie 2012 - Colo-Colo Champion du Chili 2011 | - Boca Juniors Champion d'Argentine 2011 - São José EC Tenant du titre - Foz Cataratas Vainqueur de la Coupe du Brésil 2011 - Vitória Club organisateur - Universidad de Santa Cruz Champion de Bolivie 2012 - Colo-Colo Champion du Chili 2011 | - Boca Juniors Champion d'Argentine 2011 - São José EC Tenant du titre - Foz Cataratas Vainqueur de la Coupe du Brésil 2011 - Vitória Club organisateur - Universidad de Santa Cruz Champion de Bolivie 2012 - Colo-Colo Champion du Chili 2011 | - Boca Juniors Champion d'Argentine 2011 - São José EC Tenant du titre - Foz Cataratas Vainqueur de la Coupe du Brésil 2011 - Vitória Club organisateur - Universidad de Santa Cruz Champion de Bolivie 2012 - Colo-Colo Champion du Chili 2011 | - Boca Juniors Champion d'Argentine 2011 - São José EC Tenant du titre - Foz Cataratas Vainqueur de la Coupe du Brésil 2011 - Vitória Club organisateur - Universidad de Santa Cruz Champion de Bolivie 2012 - Colo-Colo Champion du Chili 2011 | - Boca Juniors Champion d'Argentine 2011 - São José EC Tenant du titre - Foz Cataratas Vainqueur de la Coupe du Brésil 2011 - Vitória Club organisateur - Universidad de Santa Cruz Champion de Bolivie 2012 - Colo-Colo Champion du Chili 2011 | - Boca Juniors Champion d'Argentine 2011 - São José EC Tenant du titre - Foz Cataratas Vainqueur de la Coupe du Brésil 2011 - Vitória Club organisateur - Universidad de Santa Cruz Champion de Bolivie 2012 - Colo-Colo Champion du Chili 2011 | - Boca Juniors Champion d'Argentine 2011 - São José EC Tenant du titre - Foz Cataratas Vainqueur de la Coupe du Brésil 2011 - Vitória Club organisateur - Universidad de Santa Cruz Champion de Bolivie 2012 - Colo-Colo Champion du Chili 2011 | - Formas Íntimas Club représentant la Colombie - Deportivo Quito Club représentant l'Équateur - Universidad Autónoma Champion du Paraguay 2011 - JC Sport Girls Champion du Pérou 2012 - Nacional Champion d'Uruguay 2011 - Caracas FC Champion du Venezuela 2012 | - Formas Íntimas Club représentant la Colombie - Deportivo Quito Club représentant l'Équateur - Universidad Autónoma Champion du Paraguay 2011 - JC Sport Girls Champion du Pérou 2012 - Nacional Champion d'Uruguay 2011 - Caracas FC Champion du Venezuela 2012 | - Formas Íntimas Club représentant la Colombie - Deportivo Quito Club représentant l'Équateur - Universidad Autónoma Champion du Paraguay 2011 - JC Sport Girls Champion du Pérou 2012 - Nacional Champion d'Uruguay 2011 - Caracas FC Champion du Venezuela 2012 | - Formas Íntimas Club représentant la Colombie - Deportivo Quito Club représentant l'Équateur - Universidad Autónoma Champion du Paraguay 2011 - JC Sport Girls Champion du Pérou 2012 - Nacional Champion d'Uruguay 2011 - Caracas FC Champion du Venezuela 2012 | - Formas Íntimas Club représentant la Colombie - Deportivo Quito Club représentant l'Équateur - Universidad Autónoma Champion du Paraguay 2011 - JC Sport Girls Champion du Pérou 2012 - Nacional Champion d'Uruguay 2011 - Caracas FC Champion du Venezuela 2012 | - Formas Íntimas Club représentant la Colombie - Deportivo Quito Club représentant l'Équateur - Universidad Autónoma Champion du Paraguay 2011 - JC Sport Girls Champion du Pérou 2012 - Nacional Champion d'Uruguay 2011 - Caracas FC Champion du Venezuela 2012 | - Formas Íntimas Club représentant la Colombie - Deportivo Quito Club représentant l'Équateur - Universidad Autónoma Champion du Paraguay 2011 - JC Sport Girls Champion du Pérou 2012 - Nacional Champion d'Uruguay 2011 - Caracas FC Champion du Venezuela 2012 | - Formas Íntimas Club représentant la Colombie - Deportivo Quito Club représentant l'Équateur - Universidad Autónoma Champion du Paraguay 2011 - JC Sport Girls Champion du Pérou 2012 - Nacional Champion d'Uruguay 2011 - Caracas FC Champion du Venezuela 2012 |

## Compétition

### Phase de groupes
La phase de groupes sous forme de trois groupes de quatre équipes se déroule du 15 au 21 novembre.
Les premiers de chaque groupe se qualifient pour les demi-finales, ainsi que le meilleur deuxième.
Légende des classements
- Qualification pour les demi-finales
- Deuxième du groupe

Légende des résultats
- Victoire  du club
- Match nul
- Défaite du club

#### Groupe A
Les matchs du groupe A se déroulent à Recife.
| Rang | Équipe                    | Pts | J | G | N | P | Bp | Bc | Diff |  | Résultats                 |  |     |     |     |
| ---- | ------------------------- | --- | - | - | - | - | -- | -- | ---- |  | ------------------------- |  | --- | --- | --- |
| 1    | Foz Cataratas             | 9   | 3 | 3 | 0 | 0 | 12 | 4  | +8   |  | Foz Cataratas             |  | 4-1 | 3-2 | 5-1 |
| 2    | Deportivo Quito           | 6   | 3 | 2 | 0 | 1 | 7  | 7  | 0    |  | Deportivo Quito           |  |     | 2-1 | 4-2 |
| 3    | Formas Íntimas            | 3   | 3 | 1 | 0 | 2 | 8  | 6  | +2   |  | Formas Íntimas            |  |     |     | 5-1 |
| 4    | Universidad de Santa Cruz | 0   | 3 | 0 | 0 | 3 | 4  | 14 | -10  |  | Universidad de Santa Cruz |  |     |     |     |

#### Groupe B
Les matchs du groupe B se déroulent à Caruaru.
| Rang | Équipe       | Pts | J | G | N | P | Bp | Bc | Diff |  | Résultats    |  |     |     |     |
| ---- | ------------ | --- | - | - | - | - | -- | -- | ---- |  | ------------ |  | --- | --- | --- |
| 1    | São José EC  | 7   | 3 | 2 | 1 | 0 | 10 | 1  | +9   |  | São José EC  |  | 1-1 | 1-0 | 8-0 |
| 2    | Boca Juniors | 7   | 3 | 2 | 1 | 0 | 7  | 4  | +3   |  | Boca Juniors |  |     | 2-1 | 4-2 |
| 3    | Caracas FC   | 3   | 3 | 1 | 0 | 2 | 3  | 3  | 0    |  | Caracas FC   |  |     |     | 2-0 |
| 4    | Nacional     | 0   | 3 | 0 | 0 | 3 | 2  | 14 | -12  |  | Nacional     |  |     |     |     |

#### Groupe C
Les matchs du groupe C se déoulent à Vitória de Santo Antão.
| Rang | Équipe               | Pts | J | G | N | P | Bp | Bc | Diff |  | Résultats            |  |     |     |      |
| ---- | -------------------- | --- | - | - | - | - | -- | -- | ---- |  | -------------------- |  | --- | --- | ---- |
| 1    | Vitória              | 7   | 3 | 2 | 1 | 0 | 13 | 1  | +12  |  | Vitória              |  | 1-1 | 4-0 | 8-0  |
| 2    | Colo-Colo            | 7   | 3 | 2 | 1 | 0 | 14 | 3  | +11  |  | Colo-Colo            |  |     | 3-1 | 10-1 |
| 3    | Universidad Autónoma | 3   | 3 | 1 | 0 | 2 | 3  | 7  | -4   |  | Universidad Autónoma |  |     |     | 2-0  |
| 4    | JC Sport Girls       | 0   | 3 | 0 | 0 | 3 | 1  | 20 | -19  |  | JC Sport Girls       |  |     |     |      |

#### Deuxièmes des groupes
Le deuxième présentant les meilleurs résultats se qualifie pour les demi-finales. Les deux autres sont éliminés.
| Grp | Club            | Pts | J | G | N | P | Bp | Bc | Diff |
| --- | --------------- | --- | - | - | - | - | -- | -- | ---- |
| C   | Colo-Colo       | 7   | 3 | 2 | 1 | 0 | 14 | 3  | +11  |
| B   | Boca Juniors    | 7   | 3 | 2 | 1 | 0 | 7  | 4  | +3   |
| A   | Deportivo Quito | 6   | 3 | 2 | 0 | 1 | 7  | 7  | 0    |

### Phase à élimination directe
|  | Demi-finales                         | Demi-finales                         |                        |       | Finale                               | Finale                               |
|  | Demi-finales                         | Demi-finales                         |                        |       | Finale                               | Finale                               |
|  |                                      |                                      |                        |       |                                      |                                      |
|  | 23 novembre à Vitória de Santo Antão | 23 novembre à Vitória de Santo Antão |                        |       | 25 novembre à Vitória de Santo Antão | 25 novembre à Vitória de Santo Antão |
|  | 23 novembre à Vitória de Santo Antão | 23 novembre à Vitória de Santo Antão |                        |       | 25 novembre à Vitória de Santo Antão | 25 novembre à Vitória de Santo Antão |
|  | Foz Cataratas                        | 1 (4)tab                             |                        |       | 25 novembre à Vitória de Santo Antão | 25 novembre à Vitória de Santo Antão |
|  | Foz Cataratas                        | 1 (4)tab                             |                        |       | 25 novembre à Vitória de Santo Antão | 25 novembre à Vitória de Santo Antão |
|  | São José EC                          | 1ap (3)                              |                        |       | 25 novembre à Vitória de Santo Antão | 25 novembre à Vitória de Santo Antão |
|  | São José EC                          | 1ap (3)                              | Foz Cataratas          | 0 (2) |                                      |                                      |
|  | 23 novembre à Vitória de Santo Antão |                                      | Foz Cataratas          | 0 (2) |                                      |                                      |
|  |                                      | Colo-Colo                            | 0 (4)tab               |       |                                      |                                      |
|  | Vitória                              | Colo-Colo                            | 0 (4)tab               | 3     |                                      |                                      |
|  | Vitória                              |                                      |                        | 3     |                                      |                                      |
|  | Colo-Colo                            | 4                                    |                        |       |                                      |                                      |
|  | Colo-Colo                            | 4                                    | Match pour la 3e place |       |                                      |                                      |
|  |                                      |                                      |                        |       |                                      |                                      |
|  | 25 novembre à Vitória de Santo Antão |                                      |                        |       |                                      |                                      |
|  |                                      |                                      |                        |       |                                      |                                      |
|  | São José EC                          | 1                                    |                        |       |                                      |                                      |
|  | São José EC                          | 1                                    |                        |       |                                      |                                      |
|  | Vitória                              | 1                                    |                        |       |                                      |                                      |
|  | Vitória                              | 1                                    |                        |       |                                      |                                      |